# Platythomisus heraldicus
Platythomisus heraldicus är en spindelart som beskrevs av Karsch 1878. Platythomisus heraldicus ingår i släktet Platythomisus och familjen krabbspindlar. Inga underarter finns listade i Catalogue of Life.